# Szabłykino (obwód tiumeński)
Szabłykino (ros. Шаблыкино) – wieś (sieło) w Rosji, w obwodzie tiumeńskim, w rejonie iszymskim. W 2010 liczyła 444 mieszkańców.